# Cycler
Un cycler è un tipo di traiettoria di un veicolo spaziale che incontra periodicamente due corpi celesti ad intervalli regolari. È potenzialmente utile perché in teoria potrebbe essere usato per stabilire un sistema di trasporto tra corpi celesti (es. Terra-Luna o Terra-Marte) munito di pesanti schermature contro le radiazioni cosmiche e le tempeste solari, che richiederebbe di essere messo in orbita una sola volta per poi fare la spola tra i due corpi celesti affidandosi principalmente all'effetto fionda gravitazionale e richiedendo quantità minime di propellente per le correzioni. Veicoli spaziali lanciati da un corpo celeste si aggancerebbero al cycler, per poi distaccarsi da esso una volta in prossimità del corpo celeste di destinazione.

## Terra-Luna
Il concetto di cycler è stato introdotto nel 1985 da Buzz Aldrin come potenziale sistema di trasporto per missioni esplorative su larga scala verso la Luna o Marte. Aldrin ha presentato alcune sue idee anche allo Space 88 Symposium ad Albuquerque. Per essere utili, tali traiettorie devono essere facili da raggiungere in fase di lancio o raggiungimento del pianeta di destinazione, devono essere percorribili in tempi ragionevoli e devono offrire la possibilità di eseguire un rientro di emergenza.
Uno dei principali problemi dietro la missione NASA Interstellar Boundary Explorer (IBEX) è stato quello di trovare un'orbita stabile nello spazio cislunare, tra la fine dell'atmosfera terrestre e l'orbita lunare. L'orbita originale del satellite era predicibile in maniera accurata per intervalli non più lunghi di tre anni, poiché in orbita cislunare cambiamenti minimi nelle condizioni iniziali possono portare a traiettorie molto diverse sul lungo termine. In seguito è stata trovata un'orbita più stabile, predicibile per intervalli di oltre 11 anni.

## Terra-Marte
I cycler Terra-Marte hanno un periodo che è un multiplo intero del periodo sinodico dei due pianeti (circa 2,135 anni terrestri). Nel 1985 Buzz Aldrin presentò un'estensione del suo lavoro sui cycler Terra-Luna, nel quale individuava un cycler Terra-Marte corrispondente a un singolo periodo sinodico. La sua esistenza venne confermata da successivi studi del JPL nell'anno seguente, e divenne noto come cycler di Aldrin. Consiste in un'orbita eccentrica intorno al sole, che in 146 giorni arriva dall'orbita terrestre a quella marziana, trascorre poi 16 mesi al di fuori dell'orbita marziana, e in altri 146 giorni percorre il tratto dall'orbita marziana a quella terrestre.
Per ogni cycler che non è un multiplo di 7 periodi sinodici, un cycler esterno interseca l'orbita marziana allontanandosi dalla Terra, mentre uno interno la interseca in direzione opposta, verso la Terra. La differenza è nella data (rispetto al periodo sinodico) in cui il veicolo è lanciato dalla Terra. Cycler multipli di 7 periodi sinodici incontrano la Terra approssimativamente sempre nello stesso punto della sua orbita, e possono incontrare la Terra o Marte più volte nel corso di un ciclo. Il cycler detto VISIT 1 incontra la Terra 3 volte e Marte 4 volte nell'arco di 15 anni, mentre VISIT 2 incontra la Terra 5 volte e Marte 2 volte nel corso di 15 anni.
Aldrin propose l'utilizzo di una coppia di veicoli in orbita cycler per creare un trasporto stabile tra la Terra e Marte, uno in traiettoria esterna, che andrebbe dalla Terra a Marte in circa cinque mesi, e uno in una traiettoria complementare che percorrerebbe il tratto opposto in un arco di tempo simile. Veicoli cargo verrebbero lanciati da un pianeta, si attaccherebbero al trasporto cycler, e si distaccherebbero una volta raggiunto il pianeta di destinazione.